# Kendrick (Idaho)
Pour les articles homonymes, voir Kendrick.
Kendrick est une ville américaine située dans le comté de Latah en Idaho.

## Démographie
| 1900 | 1910 | 1920 | 1930 | 1940 | 1950 |
| ---- | ---- | ---- | ---- | ---- | ---- |
| 490  | 543  | 522  | 363  | 407  | 409  |

| 1960 | 1970 | 1980 | 1990 | 2000 | 2010 |
| ---- | ---- | ---- | ---- | ---- | ---- |
| 443  | 426  | 395  | 325  | 369  | 303  |

Selon le recensement de 2010, Kendrick compte 303 habitants. La municipalité s'étend alors sur 0,39 mille carré (1,01 km2).